# Reliquias de María Magdalena

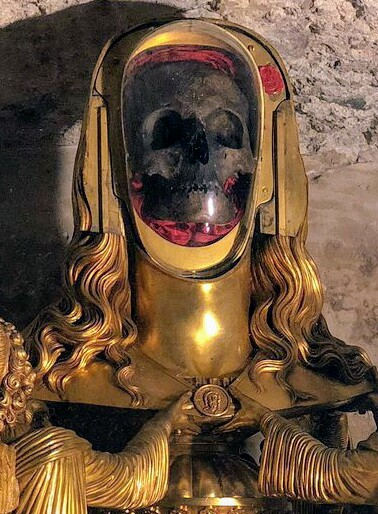
Calavera de María Magdalena. Basílica de Vézelay, llamada Basílica de Santa María Magdalena de Vézelay(Franco Condado de Borgoña Francia)

Las reliquias de María Magdalena son varios huesos y fragmentos óseos de la santa custodiados en diversos templos cristianos, donde son objeto de veneración.

## Contexto

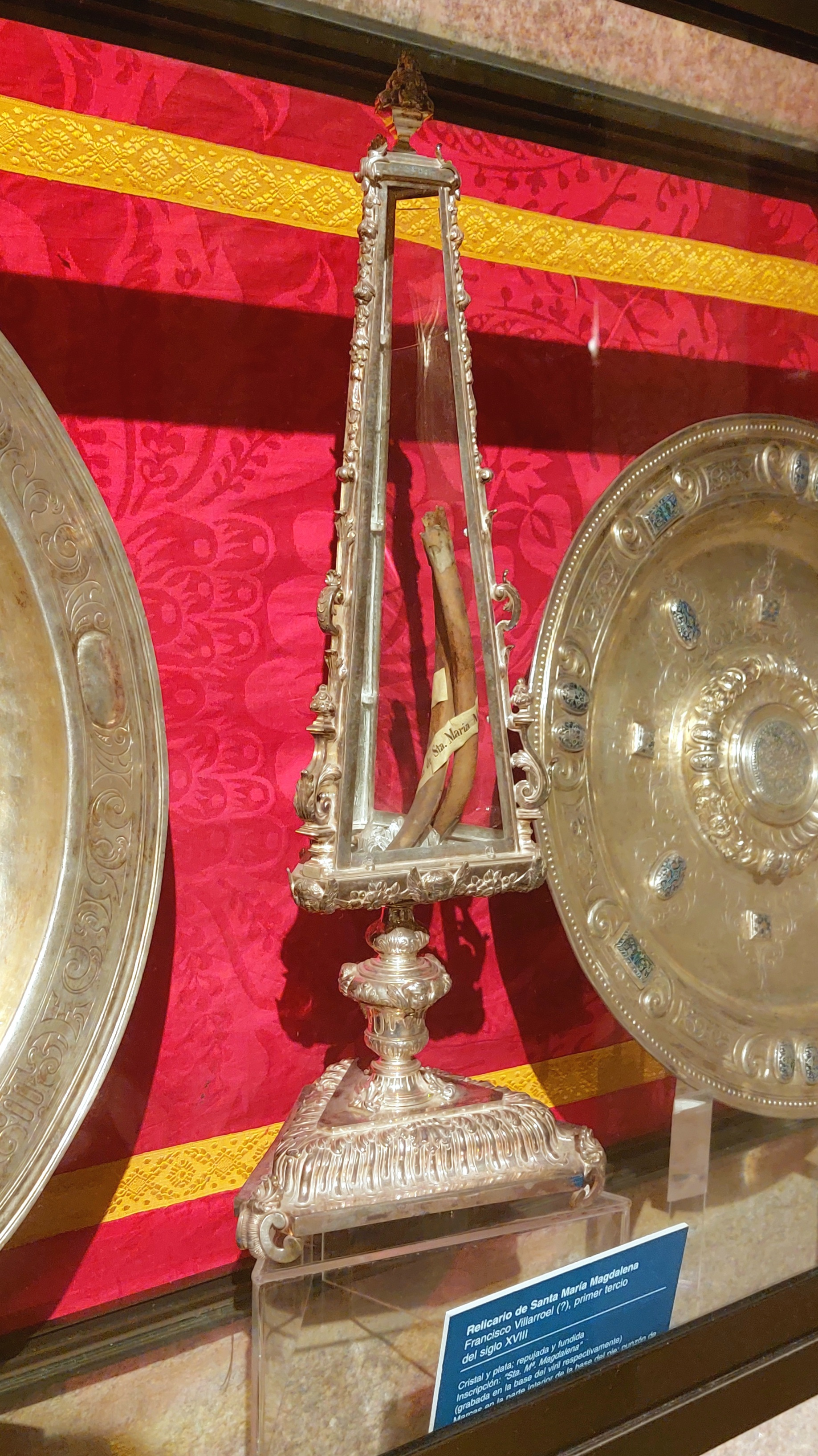
Reliquia de María Magdalena en la Catedral de Orense.

María Magdalena fue una de las más fieles seguidoras de Jesús de Nazaret, llegando a ser testigo de su crucifixión, muerte y resurrección. Tras estos acontecimientos, según la tradición ortodoxa, María Magdalena se retiró a Éfeso con la Virgen María y el Apóstol Juan, donde murió, si bien la tradición católica aporta una versión distinta: junto con su hermano Lázaro y Maximino, uno de los setenta y dos discípulos, así como algunos compañeros, María viajó en barca por el Mar Mediterráneo huyendo de las persecuciones en Tierra Santa, desembarcando finalmente en Saintes-Maries-de-la-Mer, cerca de Arlés, en Francia. Posteriormente, María Magdalena viajó hasta Marsella, desde donde emprendió, supuestamente, la evangelización de Provenza para después retirarse a una cueva (La Sainte-Baume) en las cercanías de Marsella, donde habría llevado una vida de penitencia durante treinta años. Según esta leyenda, cuando llegó la hora de su muerte fue llevada por los ángeles a Aix-en-Provence, al oratorio de San Maximino, donde recibió el viático, siendo su cuerpo sepultado en un oratorio construido por el propio Maximino en Villa Lata, el cual pasaría a ser conocido desde entonces como Saint Maximin.

## Reliquias
De todas las reliquias de María Magdalena, las más destacadas son su pie izquierdo, su mano izquierda y su calavera.

### Pie izquierdo
De acuerdo con la tradición griega, tras la muerte de María en Éfeso su casa fue convertida inicialmente en su tumba y con posterioridad en su santuario. Sin embargo, en el año 886, León VI el Sabio, quien acababa de convertirse en emperador bizantino, ordenó que sus restos mortales fuesen trasladados a Constantinopla, entregando León VI el cuerpo tiempo después a Carlos II de Francia. Antes de que los restos llegasen a su destino, al pasar por Roma, al cadáver le fue retirado el pie izquierdo, el cual, según la tradición, fue el que pisó primero el Santo Sepulcro. La reliquia permaneció varios años en una capilla situada en la entrada del Puente Sant'Angelo, siendo este el último lugar que debían visitar los peregrinos antes de llegar a la tumba de San Pedro.
Tras caer en el olvido con el paso del tiempo, la reliquia volvió a ganar notoriedad tras ser llevada a la Basílica de San Juan Bautista de los Florentinos, donde se guardó en un relicario de plata obra de Benvenuto Cellini, en el que permanece actualmente.

### Mano izquierda
Esta reliquia se encuentra en el Monasterio de Simonos Petra, en el Monte Athos, en Grecia, custodiada en el interior de un estuche ornamentado donde es venerada por parte de los peregrinos que acuden a verla. La reliquia consiste en la mano izquierda de una mujer la cual es portadora de mirra y que, según la tradición, perteneció a María Magdalena, existiendo la creencia de que es incorruptible y milagrosa. Del mismo modo, se afirma que la reliquia desprende un agradable aroma idéntico al descrito en el relato de la apertura de la tumba francesa de María Magdalena.
A lo largo del tiempo se han transmitido numerosas historias en relación con los supuestos milagros obrados por esta reliquia, a la que se considera protectora de los campos y cultivos así como encargada de eliminar las continuas plagas de langostas y gusanos devoradores de plantas a raíz de los milagros ocurridos en 1911 y 1912, cuando los aldeanos solicitaron su intercesión mediante esta reliquia. Igualmente, cuando se produjo un gran incendio en un bosque cercano al monasterio en 1945, se cree que María Magdalena, mediante la solicitud de intercesión por los monjes Neophytos y Panteleimon, quienes tras verse rodeados por las llamas salvaron su vida al llevar consigo la reliquia, ayudó a extinguir el fuego y salvar tanto el bosque como el templo, ocurriendo un hecho similar en 1947.

### Calavera
La más famosa de las reliquias de María Magdalena es su calavera, la cual se encuentra custodiada junto a su sarcófago de alabastro en la cripta de la Basílica de Vézelay, en Saint-Maximin-la-Sainte-Baume, una población ubicada al sur de Francia, donde su culto está estrechamente ligado a la leyenda del Santo Grial y al relato de su huida de Tierra Santa.
El origen de esta reliquia resulta dudoso puesto que lo único que se conoce de ella es que ya se encontraba allí desde el inicio de la construcción de la iglesia gótica que la alberga en 1295. Por aquel entonces la región se encontraba bajo el dominio de Carlos II, rey de Nápoles, conde de Provenza y sobrino de Luis IX de Francia. Según la leyenda, María Magdalena fue enterrada por Maximino, quien fue primer obispo de Aix, siendo su sepulcro abierto siglos después (el 9 de septiembre o el 10 de diciembre de 1279) por orden del propio Carlos II, constatando los presentes en la exhumación haber sido testigos del maravilloso olor a perfume que desprendía el ataúd abierto. En el interior del mismo, cubierto de polvo, se encontraron sus restos prácticamente intactos (a excepción de la mandíbula y la parte inferior de una de sus piernas) y una tablilla de madera recubierta de cera con una inscripción: «Hic requiescit corpus beatae Mariae Magdalenae» («Aquí reposa el cuerpo bendito de María Magdalena»). Junto a los restos se encontraba, además, un papiro con el siguiente texto:

El año del nacimiento del Señor 710, el seis de diciembre, por la noche y muy en secreto, bajo el reinado del muy piadoso Eudes, rey de los francos, durante el tiempo de los estragos de la nación traicionera de los sarracenos. El cuerpo de la querida y venerable Santa María Magdalena fue, por temor a dicha nación traicionera, trasladado desde su tumba de alabastro a la tumba de mármol, después de haber retirado el cuerpo de Sidonio, porque estaba más oculto.

Los huesos de su mandíbula habían sido exhumados antes de la invasión sarracena del año 710 y enviados a Roma. No obstante, en 1279, con motivo de la apertura del sepulcro, el papa Bonifacio VIII decidió devolver la mandíbula a Francia, siendo oficialmente el 6 de abril de 1296 unida de nuevo a la calavera. En la tumba también fueron halladas la Santa Ampolla (una esfera de vidrio la cual contenía tierra empapada con la sangre de Jesús, recogida a los pies de la cruz por María Magdalena) y un diminuto trozo de piel pegado a la calavera, concretamente en la zona donde Jesús tocó a María tras su resurrección, por lo que el mismo fue llamado por los obispos presentes en la exhumación «noli me tangere» («no me toques»), en referencia a las palabras pronunciadas por Jesucristo tras aparecerse a María Magdalena. En el año 1600 las reliquias fueron colocadas en un sarcófago enviado por Clemente VIII, siendo la cabeza separada del cuerpo y colocada en una vasija. 
Durante la Revolución francesa, el sacristán Joseph Bastide retiró de la iglesia la calavera, la Santa Ampolla y el noli me tangere, siendo estas reliquias donadas posteriormente al arzobispo y guardadas la calavera y el noli me tangere en un relicario de oro consistente en una máscara de cristal ataviada con una melena dorada y custodiada simbólicamente por las esculturas, también en oro, de cuatro ángeles, presumiblemente añadidas en 1860 debido a que en el dorso de las mismas figuran grabados los números romanos MDCCCLX, hallándose bajo la calavera un recipiente especialmente diseñado para albergar el vial de cristal con el noli me tangere. Respecto a la Santa Ampolla, la misma fue robada de la basílica, resultando desconocido su paradero actual.
Esta y otras reliquias de la santa son sacadas en procesión cada 22 de julio, día de su festividad, colocándose una máscara dorada sobre la cápsula de cristal bajo la que se halla la calavera con el fin de protegerla.